# Bolaño salvaje
Bolaño salvaje es un libro de 2008 editado por los escritores y académicos Edmundo Paz Soldán y Gustavo Faverón Patriau, quienes compilan una serie de ensayos de diversos autores, varios de ellos inéditos, sobre la obra del escritor chileno Roberto Bolaño (1953-2003). El libro fue publicado en la colección «Candaya Ensayo, 2» de la Editorial Candaya, e incluye un DVD con el documental Bolaño cercano.
En marzo del 2013, con motivo de los diez años de fallecimiento del escritor, apareció una segunda edición del libro, con algunas publicaciones adicionales acerca de sus novelas póstumas.
Los colaboradores del libro que aportan con publicaciones de su autoría son los siguientes:
- Paula Aguilar
- Chris Andrews
- Matías Ayala
- Luis Bagué Quílez
- Carmen Boullosa
- Jorge Carrión
- Andrea Cobas Carral
- Ignacio Echevarría
- Peter Elmore
- Gustavo Faverón Patriau
- María Luisa Fischer
- Carlos Franz
- Rodrigo Fresán
- Jeremías Gamboa
- Verónica Garibotto
- Sonia Hernández
- Jorge Herralde
- Fernando Iwasaki
- Celina Manzoni
- Luis Martín-Estudillo
- Juan Antonio Masoliver Ródenas
- Jonathan Monroe
- Alan Pauls
- Edmundo Paz Soldán
- Marta Puig
- Valeria de los Ríos
- Enrique Vila-Matas
- Juan Villoro
- Jorge Volpi
- Carolyn Wolfenzon

Salvo por Hernández y Puig, que aportan una entrevista inconclusa a Bolaño, los textos de todos los demás colaboradores corresponden a ensayos o discursos literarios. El libro también incluye el texto «Discurso en Caracas» del mismo Bolaño. Los textos de Monroe, Wolfenzon y Herralde se incluyeron en la edición ampliada de 2013.

## Estructura y contenido
| #                               | Título | Autor                                     | Tema | Procedencia |
| ------------------------------- | --- | ----------------------------------------- | --- | --- |
| 1                               | «Roberto Bolaño: Literatura y apocalipsis»                                                                                         | Edmundo Paz Soldán                        | Sobre la escritura socialmente comprometida de Bolaño, donde abunda la violencia como mecanismo de provocación y concientización. | Inédito. Introducción para el libro. |
| Bolaño: sus palabras, I         | |                                           | | |
| 2                               | «Discurso en Caracas» | Roberto Bolaño                            | En tono humorístico, comienza hablando sobre su dislexia, para desembocar en un mensaje de unión latinoamericana y en un homenaje a los jóvenes latinos de su generación, la de los años 1950. | Discurso para la entrega del Premio Rómulo Gallegos, publicado en Roberto Bolaño: la escritura como tauromaquia (2002) y Entre paréntesis (2004). |
| Bolaño: su percepción del mundo | |                                           | | |
| 3                               | «Un plato fuerte de la China destruida»                                                                                            | Enrique Vila-Matas                        | Sobre la escritura en Bolaño como forma de vida y su actividad sin tregua durante sus últimos años de vida, análoga a la de Perec, a quien admiraba. Sobre el estímulo que representa para Vila-Matas en su propio oficio como escritor. | Fechado el 24 de agosto de 2003, se publicó en El País el 6 de septiembre de 2003. |
| 4                               | «La experiencia episódica y la narrativa de Roberto Bolaño»                                                                        | Chris Andrews                             | Sobre el interés de Bolaño por la «experiencia episódica» por sobre la «diacrónica», de acuerdo con la clasificación del filósofo inglés Galen Strawson; como ejemplos se menciona a las protagonistas del cuento «Vida de Anne Moore» de Llamadas telefónicas y a la de la novela Amuleto.                                                      | Inédito. |
| 5                               | «La batalla futura» | Juan Villoro                              | Sobre la pasión exhibida por Bolaño en sus conversaciones y entrevistas, de las cuales pueden desprenderse, como de su obra, multitud de datos aislados que, como pistas para un detective, no siempre deben interpretarse como verdades absolutas.                                                                                              | Prólogo de Bolaño por sí mismo (2006). |
| 6                               | «Notas sobre la poesía de Roberto Bolaño»                                                                                          | Matías Ayala                              | Sobre la «poco lograda vena lírica» de Bolaño, cuya poesía mejora en España con respecto a la de su juventud infrarrealista. | Inédito. |
| 7                               | «"Una tristeza insoportable". Ocho hipótesis sobre la mela-cholé de B.»                                                            | Carlos Franz                              | Sobre lo «fuertemente melancólicos» de casi todos los libros de Bolaño, escritos en una época anti-melancólica; a veces utilizando una estética fascista, resentida y muy chilena, a través de personajes solitarios en su melancolía. En medio del boom de sus seguidores tardíos, Franz propone releer a Bolaño.                               | Fechado en abril de 2006, se publicó en Letras Libres en enero de 2007. |
| 8                               | «Roberto Bolaño, monsieur Pain» | Fernando Iwasaki                          | Sobre Monsieur Pain, y la conjetura de que desde su primera edición de 1984 hasta su reedición en 1999, el alter ego de Bolaño podría haber cambiado, desde el señor Pain, al del enfermo y anónimo poeta César Vallejo. | Inédito. |
| 9                               | «Adiós a Bolaño» | Jorge Herralde                            | Sobre su último semestre de vida y el día anterior a su hospitalización, donde conversaron extendidamente en la editorial; luego intenta describir a Bolaño retrocediendo en el tiempo hasta su adolescencia en México, descrita en algunas de sus novelas, para acabar despidiéndose de éste, con una mención a «su gran amigo» Mario Santiago. | Leído en el funeral laico de Bolaño en el tanatorio de Les Corts, Barcelona, el 16 de julio de 2003. Publicado al día siguiente en La Vanguardia con el título «Bolaño, trapecista sin red», y en 2005 en Para Roberto Bolaño, con el título «Adiós a Bolaño».                                                                                              |
| Bolaño: su política             | |                                           | | |
| 10                              | «"Pobre memoria la mía". Literatura y melancolía en el contexto de la postdictadura chilena (Nocturno de Chile de Roberto Bolaño)» | Paula Aguilar                             | Sobre la melancolía como posibilidad estética en Nocturno de Chile, en relación con el problema de la memoria en el Chile de la dictadura y la posdictadura. | Inédito. |
| 11                              | «La memoria de las historias en Estrella distante de Roberto Bolaño»                                                               | María Luisa Fischer                       | Sobre la relación entre literatura, memoria y horror político en Estrella distante. | Inédito. |
| 12                              | «Un epitafio en el desierto: poesía y revolución en Los detectives salvajes»                                                       | Andrea Cobas Carral y Verónica Garibotto  | Sobre la ética y estética de las distintas concepciones poéticas en pugna en Los detectives salvajes, a través de un análisis cronológico de la historia. | Inédito. |
| 13                              | «Bolaño, epidemia» | Jorge Volpi                               | Sobre la pasión de escritores jóvenes por Bolaño; parodia y homenaje sobre su obra y su legado. | Inédito. Publicado el mismo 2008 en la revista El Malpensante, n.º 28, mayo; y en su libro de ensayos Mentiras contagiosas. |
| 14                              | «El Tercer Reich y la historia como juego de guerra»                                                                               | Carolyn Wolfenzon                         | Sobre El Tercer Reich como dramatización de la parcialidad de la historia, donde el «mapa» del juego de mesa representa la ficción que se va sobreponiendo a la realidad, afectando a los dos bandos extremos y totalitarios —Udo Berger y El Quemado— que constituyen una figura del doble.                                                     | Inédito. |
| Bolaño: su estética             | |                                           | | |
| 15                              | «¿Siameses o dobles? Vanguardia y postmodernismo en Estrella distante de Roberto Bolaño»                                           | Jeremías Gamboa                           | Sobre el acercamiento en Estrella distante a la vanguardia y el postmodernismo, respuestas al modernismo. | Inédito. |
| 16                              | «Mapas y fotografías en la obra de Roberto Bolaño»                                                                                 | Valeria de los Ríos                       | Sobre el uso de mapas y fotografías en la obra de Bolaño. | Inédito. |
| 17                              | «2666: La autoría en el tiempo del límite»                                                                                         | Peter Elmore                              | Sobre dos personajes centrales de 2666: el autor de libros Benno von Archimboldi y el autor de los crímenes de Santa Teresa. | Inédito. |
| 18                              | «El samurái romántico» | Rodrigo Fresán                            | Sobre las obras póstumas El secreto del mal —de ensayos y cuentos inconclusos— y La Universidad Desconocida —recopilación de poemas acabados— del romántico Bolaño. | Publicado en junio de 2007 en Letras libres, como reseña a El secreto del mal y La Universidad Desconocida. |
| 19                              | «Palabras contra el tiempo» | Juan Antonio Masoliver Ródenas            | Sobre Los detectives salvajes y 2666 como dos hitos de la literatura contemporánea en lengua castellana. | Inédito. |
| 20                              | «La solución Bolaño» | Alan Pauls                                | Sobre la «vida artística» presente en Los detectives salvajes, cuya lectura lo hizo volver después de muchos años a interesarse por el mundo de los poetas. | Inédito. Leído el 8 de abril de 2006 en el Encuentro Internacional sobre Roberto Bolaño, en la UNAM, México, D. F. |
| Bolaño: sus otras genealogías   | |                                           | | |
| 21                              | «Ficción de futuro y lucha por el canon en la narrativa de Roberto Bolaño»                                                         | Celina Manzoni                            | Sobre la lucha por el canon literario en la obra de Bolaño, especialmente presente en las menciones de sus personajes o en sus biografías ficticias, así como en sus ensayos; se utiliza como ejemplo principal a Amuleto. | Primera versión titulada «Roberto Bolaño y la discusión del canon de la literatura latinoamericana», leída en Jornadas Homenaje a Roberto Bolaño. Simposio Internacional, organizadas por la revista Lateral, Universidad Pompeu Fabra e Institut Català de Cooperació Iberoamericana. Barcelona, 20, 21 y 22 de octubre de 2004.                           |
| 22                              | «Roberto Bolaño, realmente visceral»                                                                                               | Jorge Carrión                             | Sobre las dos estrategias fundamentales de Bolaño para narrar las biografías de sus personajes; sobre los dos libros que le gustaría leer sobre Bolaño; y sobre dos escenas de Los detectives salvajes. | Publicado en Barcelona Review n.º 38, septiembre-octubre de 2003. |
| 23                              | «El rehacedor: "El gaucho insufrible" y el ingreso de Bolaño en la tradición argentina»                                            | Gustavo Faverón Patriau                   | Sobre los orígenes del cuento homónimo de El gaucho insufrible en la literatura argentina. | Inédito. |
| 24                              | «El agitador y las fiestas» | Carmen Boullosa                           | Sobre el Bolaño infrarrealista del México de los años 1970, contemporáneo suyo al que conoció formalmente en una conferencia en Viena a fines de los años 1990. | Inédito |
| 25                              | «Bolaño extraterritorial» | Ignacio Echevarría                        | Sobre la fractalidad y la extraterritorialidad —en el sentido de George Steiner— en la obra de Bolaño. | Leído en la apertura del seminario que Roberto Bolaño impartió sobre su obra en un ciclo organizado en Barcelona por el Institut Català de Cooperació Iberoamericana, en noviembre de 2002. Esta transcripción, ligeramente abreviada, se publicó en el libro de Echevarría Desvíos. Un recorrido crítico por la reciente narrativa latinoamericana (2007). |
| 26                              | «Hacia la literatura híbrida: Roberto Bolaño y la narrativa española contemporánea»                                                | Luis Martín-Estudillo y Luis Bagué Quílez | Sobre la novela híbrida y roman fusion o slipstream en la obra de Bolaño, relacionada con Soldados de Salamina, El mal de Montano y otros escritores españoles contemporáneos. | Inédito. |
| 27                              | «Los amores y juegos del joven Berger»                                                                                             | Jonathan Monroe                           | Sobre la intertextualidad y metaficción en El Tercer Reich. | Inédito. |
| Bolaño: sus palabras, II        | |                                           | | |
| 28                              | «Entrañable huraño» | Sonia Hernández y Marta Puig              | Sobre la experiencia en el oficio de escritor de Bolaño como inmigrante en España. | Inédito. Entrevista tipo encuesta prediseñada por Fernando Valls, efectuada en julio de 1998 en la casa de Bolaño en Blanes por estudiantes en práctica para un dossier de la revista Quimera sobre escritores latinoamericanos residentes en España. Bolaño dejó la entrevista inconclusa, y el dossier finalmente no fue publicado.                       |

## Recepción y crítica
Este libro ha sido considerado uno de los más completos en artículos relacionados con la obra de Roberto Bolaño. Al contener muchos artículos académicos, su estudio está destinado para otros estudiosos o bien para los fanáticos de su obra. Dada su buena acogida desde su lanzamiento en 2008, la Editorial Candaya decidió en 2013 sacar una segunda edición extendida de la obra.